# دیمیتار اوتیموف
دیمیتار اوتیموف (بلغاری: Димитър Иванов Евтимов؛ زادهٔ ۷ سپتامبر ۱۹۹۳) بازیکن فوتبال اهل بلغارستان است.
از باشگاه‌هایی که در آن بازی کرده‌است می‌توان به باشگاه فوتبال گینزبورو ترینیتی، باشگاه فوتبال ناتینگهام فارست، باشگاه فوتبال ایلکستون، باشگاه فوتبال نانیتون تاون، و باشگاه فوتبال منزفیلد تاون اشاره کرد.
وی همچنین در تیم‌های ملی فوتبال Bulgaria national under-19 football team و زیر ۲۱ سال بلغارستان بازی کرده‌است.